# Branka Kuzeljević
Branka Kuzeljević (cyr. Бранка Кузељевић, ur. 26 lipca 1989 w Užicach) – serbska biegaczka narciarska.
Reprezentowała Serbię i Czarnogórę na zimowych igrzyskach w 2006, na których startowała w biegu łączonym na 15 km, jednakże nie ukończyła go. Była najmłodszym reprezentantem Serbii i Czarnogóry na tych igrzyskach.
W 2011 zajęła drugie miejsce na mistrzostwach Serbii w narciarstwie klasycznym.